# Rio Cajàzeira
Rio Cajàzeira är ett vattendrag i Brasilien.   Det ligger i delstaten Pará, i den centrala delen av landet, 1 200 km norr om huvudstaden Brasília. Rio Cajàzeira ligger vid sjön Represa de Tucuruí.
Trakten runt Rio Cajàzeira består huvudsakligen av våtmarker. Runt Rio Cajàzeira är det glesbefolkat, med 9 invånare per kvadratkilometer.